# York Factory Express
 (août 2022).
Si vous disposez d'ouvrages ou d'articles de référence ou si vous connaissez des sites web de qualité traitant du thème abordé ici, merci de compléter l'article en donnant les références utiles à sa vérifiabilité et en les liant à la section « Notes et références ».

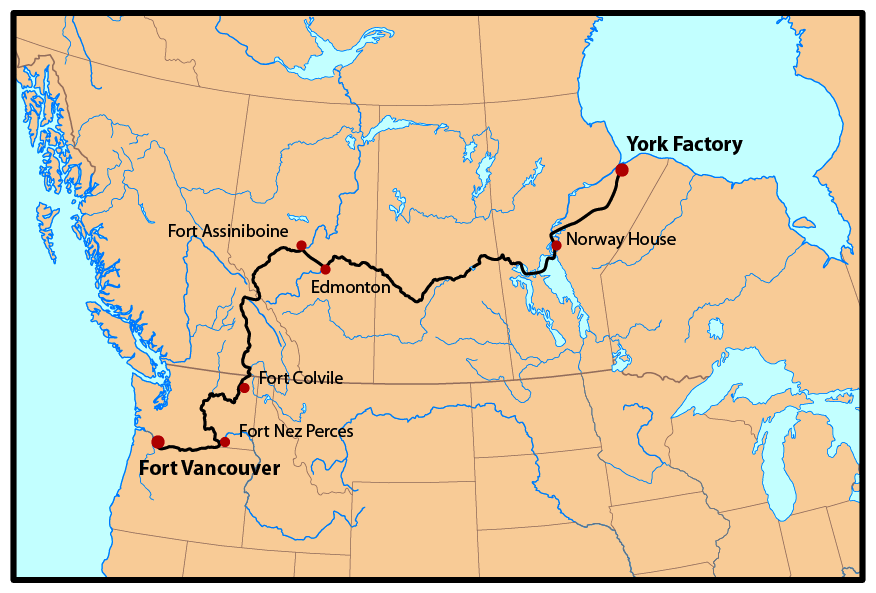
Trajet du York Factory Express dans les années 1820 et 1840. Les frontières modernes sont montrées.

Le York Factory Express ou le Columbia Express était un ensemble de relais exploité par la Compagnie de la Baie d'Hudson au début du XIXe siècle, entre York Factory sur la baie d'Hudson et Fort Vancouver à l'ouest. Il ne servait pas seulement à transporter les fourrures et des fournitures mais aussi à transmettre rapidement des lettres.
C'était la principale connexion terrestre entre le Columbia District et le siège de la Compagnie de la Baie d'Hudson à York Factory.